# Kalászhalfélék
A kalászhalfélék (Atherinidae) a sugarasúszójú halak (Actinopterygii) osztályába és a kalászhalalakúak (Atheriniformes) rendjébe tartozó család.

## Előfordulásuk
A kalászhalfélék a trópusi és mérsékelt övi vizek lakói. Az egész világon elterjedtek. A fajok kétharmada tengerben él, egyharmada pedig az édesvízben.

## Megjelenésük
E halcsalád fajai kisméretűek, a legnagyobb faj az Atherinopsis californiensis, amelynek hossza 44 centiméter. A fajok többségének hossza 20 centiméter alatti, néhányuk az 5 centiméteres hosszúságot sem érik el. Testük nyújtott. A két hátúszó között széles hely van. Az első hátúszó sugarai hajlékonyak, a másodikon az első sugár erős tüske, ezt több hajlékony sugár követ. A hasúszó első sugara, a második hátúszóhoz hasonlóan, erős tüske, ezt megint hajlékony sugarak követik. A mellúszók magasan helyezkednek el, oldalvonaluk nincs. Az oldalakon széles ezüstös sáv húzódik. A pikkelyek eléggé nagyok.

## Életmódjuk
A kalászhalfélék állati planktonnal táplálkoznak.
Egyes faj, mint amilyen az Atherinomorus lacunosus iparilag halászott.

## Rokon fajok
A kalászhalfélék legközelebbi rokonai az Atherinopsidae családba tartozó fajok.

## Rendszerezés
A családba az alábbi alcsaládok, nemek és fajok tartoznak (a lista a FishBase és a Wikifajok alapján van készítve; lehet, hogy hiányos):
- Atherininae - 5 nem
  - Atherina (Linnaeus, 1758) - 5 faj
    - kis kalászhal (Atherina boyeri)
    - Atherina breviceps
    - Atherina hepsetus
    - Atherina lopeziana
    - Atherina presbyter

  - Atherinason (Whitley, 1934) - 1 faj
    - Atherinason hepsetoides

  - Atherinosoma (Castelnau, 1872) - 2 faj
    - Atherinosoma elongata
    - Atherinosoma microstoma

  - Kestratherina (Pavlov, Ivantsoff, Last & Crowley, 1988) - 2 faj
    - Kestratherina brevirostris
    - Kestratherina esox

  - Leptatherina (Pavlov, Ivantsoff, Last & Crowley, 1988) - 2 faj
    - Leptatherina presbyteroides
    - Leptatherina wallacei
- Atherinomorinae - 5 nem
  - Alepidomus (Hubbs, 1944) - 1 faj
    - Alepidomus evermanni

  - Atherinomorus (Fowler, 1903) - 13 faj
    - Atherinomorus aetholepis
    - Atherinomorus balabacensis
    - Atherinomorus capricornensis
    - Atherinomorus duodecimalis
    - Atherinomorus endrachtensis
    - Atherinomorus forskalii
    - Atherinomorus insularum
    - Atherinomorus lacunosus
    - Atherinomorus lineatus
    - Atherinomorus pinguis
    - Atherinomorus regina
    - Atherinomorus stipes
    - Atherinomorus vaigiensis

  - Hypoatherina (Schultz, 1948) - 13 faj
    - Hypoatherina barnesi
    - Hypoatherina celebesensis
    - Hypoatherina crenolepis
    - Hypoatherina golanii
    - Hypoatherina harringtonensis
    - Hypoatherina lunata
    - Hypoatherina macrophthalma
    - Hypoatherina ovalaua
    - Hypoatherina temminckii
    - Hypoatherina tropicalis
    - Hypoatherina tsurugae
    - Hypoatherina uisila
    - Hypoatherina valenciennei

  - Stenatherina (Schultz, 1948) - 1 faj
    - Stenatherina panatela

  - Teramulus (Smith, 1965) - 2 faj
    - Teramulus kieneri
    - Teramulus waterloti
- Bleheratherininae - 1 nem
  - Bleheratherina (Aarn & Ivantsoff, 2009) - 1 faj
    - Bleheratherina pierucciae
- Craterocephalinae - 2 nem
  - Craterocephalus (McCulloch, 1912) - 26 faj
    - Craterocephalus amniculus
    - Craterocephalus capreoli
    - Craterocephalus centralis
    - Craterocephalus cuneiceps
    - Craterocephalus dalhousiensis
    - Craterocephalus eyresii
    - Craterocephalus fistularis
    - Craterocephalus fluviatilis
    - Craterocephalus fulvus
    - Craterocephalus gloveri
    - Craterocephalus helenae
    - Craterocephalus honoriae
    - Craterocephalus kailolae
    - Craterocephalus lacustris
    - Craterocephalus laisapi
    - Craterocephalus lentiginosus
    - Craterocephalus marianae
    - Craterocephalus marjoriae
    - Craterocephalus mugiloides
    - Craterocephalus munroi
    - Craterocephalus nouhuysi
    - Craterocephalus pauciradiatus
    - Craterocephalus pimatuae
    - Craterocephalus randi
    - Craterocephalus stercusmuscarum
    - Craterocephalus stramineus

  - Sashatherina (Ivantsoff & Allen, 2011) - 1 faj
    - Sashatherina giganteus

## Fordítás
- Ez a szócikk részben vagy egészben  az   Old World silverside című angol Wikipédia-szócikk fordításán alapul.  Az eredeti cikk szerkesztőit annak laptörténete sorolja fel. Ez a jelzés csupán a megfogalmazás eredetét és a szerzői jogokat jelzi, nem szolgál a cikkben szereplő információk forrásmegjelöléseként.